# Bretton Woods-i rendszer
A Bretton Woods-i rendszer a Bretton Woods-i konferencia után létrehozott világgazdasági rendszer. Lényege az volt, hogy szabályozta a világ legerősebb ipari hatalmainak kereskedelmi és pénzügyi kapcsolatait. A rendszer volt az első példa a történelemben arra, hogy tárgyalásokkal hoztak létre egy monetáris rendszert, amely független államok közti pénzügyi kapcsolatokat szabályoz.
44 szövetséges állam 730 küldötte tárgyalt a Mount Washington Hotelben az Egyesült Nemzetek Monetáris és Finanszírozási Konferenciáján. 1944 júliusának első három hetében a küldöttek megegyezésre jutottak, és aláírták a Bretton Woods-i Egyezményeket.
Az egyezmény keretén belül létrehozták a Nemzetközi Újjáépítési és Fejlesztési Bankot (IBRD, amely ma a Világbank-csoport öt szervezetének egyike) és a Nemzetközi Valutaalapot (IMF). Olyan szabályrendszert, intézményeket állítottak föl, valamint olyan eljárásokat vezettek be, amik a nemzetközi pénzügyi rendszert voltak hivatottak szabályozni. Ez említett intézmények 1946 után léptek működésbe, miután elégséges számú tagállam ratifikálta létrehozásukat.
A Bretton Woods-i rendszerben minden ország kötelessége volt a monetáris politika elfogadása, ami meghatározta valutájának (rögzített) átváltási arányát az aranyhoz mérve (±1 százalékpontos eltérés volt lehetséges). Az IMF dolga volt többek között a fizetésimérleg-hiányok ideiglenes befoltozása is.
A növekvő feszültségek miatt a rendszer 1971-ben összeomlott, miután az Egyesült Államok akkori elnöke Nixon a vietnámi háború elvesztése után felfüggesztette a dollár aranyhoz rögzített árfolyamát.

## Eredete
A Bretton Woods-i rendszer politikai alapját több kulcsfontosságú föltétel egybeesése képezte: a Nagy gazdasági világválság közös tapasztalatai, a hatalom összpontosulása néhány állam kezében, és egy domináns nagyhatalom jelenléte, amely hajlandó és képes elvállalni a vezető szerepet a világ pénzügyi rendszerében.

### A nagy gazdasági világválság
A legerősebb nemzetek közötti nagymértékű egyetértés a nemzetközi gazdaság céljait és módszereit illetően igencsak megkönnyítette a döntéshozatalt a Bretton Woods-i konferencián. Az egyezmény alapja a kapitalizmusba vetett hit volt. A fejlett országok különböztek a tekintetben, hogy a kapitalizmus milyen formáját tartják saját nemzetük számára követendő útnak (például Franciaország előtérbe helyezte az állami beavatkozást és a gazdasági tervezést, míg az USA amellett tett hitet, hogy az állam a lehető legkevésbé avatkozzon be a gazdaság ügyeibe). Ennek ellenére mindannyian hitet tettek a piac és a magántulajdon mellett.
Ekképp inkább a hasonlóságok, semmint a különbségek feltűnőek. A részt vevő felek egyetértettek abban, hogy a háború alatti pénzügyi zűrzavar számos tanulsággal szolgál.
A gazdasági világválság tapasztalatai (amikor a valutakereskedelem korlátozásai és a kereskedelem útjába állított akadályok gazdasági katasztrófához vezettek) még élénken éltek a döntéshozók emlékezetében. A tervezők el akartak kerülni egy hasonló összeomlást, mint amilyen 1930-as években bekövetkezett, amikor a valutaátváltások korlátozása a nemzetközi pénzügyi rendszer összeomlását eredményezte. Az "inkább a szomszédod legyen koldus" címszó alatt zajló politikák – például a valutaleértékelés használata az exportcikkek versenyképessé tételére, hogy ezáltal billentsék helyre a deficites fizetési mérleget – a nemzeti deflációs spirál erősödéséhez vezettek, ami a nemzeti bevétel csökkenéséhez, tömeges munkanélküliséghez, a kereslet és a világkereskedelem volumenének csökkenéséhez vezetett. A kereskedelem a harmincas években többnyire a "valutablokkok" (currency blocks) területére korlátozódtak, ahol egy országcsoport egyenértékű valutát használt. Ilyen volt a Brit Birodalom "Sterling Övezete" (Sterling Area). Ezek az akadályok csökkentették a nemzetközi tőkeáramlást és a külföldi befektetési lehetőségeket. S noha az alkalmazott stratégiák rövid távon növelték az állami bevételeket, jelentősen rontotta a kilátásokat közép- és hosszú távon.

### Az amerikai hegemónia növekedése
A nemzetközi gazdasági rendszer vezetése a domináns hatalomra, az Amerikai Egyesült Államokra hárult. A hatalom összpontosultsága megkönnyítette a döntéshozatalt, mivel korlátozta azon államok számát, akik beleszólhattak a dolgok menetébe.
A második világháborúból az USA került ki a legerősebb gazdasági és katonai hatalomként. Az ipari növekedés és a tőkefölhalmozás fölgyorsult az országban. Az USA-t elkerülték a háborús pusztítások, míg a háború alatt jelentős gyáripart épített ki, és a fegyvereladásokból és a háborúzó országoknak nyújtott kölcsönökből jelentős bevételekre tett szert. Jól mutatja a fejlettségi szintet, hogy Amerika 1945-ös ipari termelésének mértéke kétszerese volt a háború előtti időszak (1935–1939) évi adatának. Ezzel szemben ott hevert Európa és Ázsia (gazdasági és katonai értelemben is) romokban.
A konferencia összehívásakor az USA fölénye vitathatatlan volt. Tőle származott a legtöbb tőkebefektetés, ipari termelés és export. 1945-ben az Egyesült Államok adta a világ széntermelésének felét, kőolajtermelésének kétharmadát, és a megtermelt villanyáramnak majdnem a felét. Képes volt többek közt hajók, repülőgépek, járművek, fegyverek, mindenféle gépezetek és vegyszerek tömeges gyártására.
Kezdeti előnyét (és a kapitalista világban meglévő megkérdőjelezhetetlen fölényét is) megerősítette, hogy az USA a világ aranykészleteinek 80%-át tartotta birtokában, és nem csupán ütőképes hadsereggel, hanem már atombombával is rendelkezett.